# Erpis
Erpis és un gènere monotípic d'arnes de la família Crambidae. Va ser descrita per Francis Walker el 1863. Conté només una espècie, Erpis macularis, que es troba a Borneo.